# 54e cérémonie des Oscars
La 54e cérémonie des Oscars du cinéma s'est déroulée le lundi 29 mars 1982 à partir de 18 h au Dorothy Chandler Pavilion à Los Angeles, en Californie (États-Unis).

## La cérémonie
La cérémonie récompensa les meilleurs films de l’année 1981 dans 22 catégories. Elle dura 3 heures et 28 minutes et fut diffusée en direct sur la chaîne ABC.

### Équipe technique
- Maître de cérémonie : Johnny Carson[Note 1]
- Producteurs : Melvin Frank et Howard W. Koch
- Chef dialoguiste : Hal Kanter
- Dialoguistes : Melville Shavelson, Jack Rose, Melvin Frank
- Directeur musical : Bill Conti
- Chorégraphe : Walter Painter
- Réalisateur télé : Marty Pasetta

### Le spectacle
- Arthur's Theme (Best That You Can Do) interprété par Christopher Cross
- Endless Love interprété par Diana Ross and Lionel Richie
- For Your Eyes Only interprété par Sheena Easton (avec la participation de Richard Kiel et Harold Sakata)
- One More Hour interprété par John Schneider

## Palmarès
Les lauréats sont indiqués ci-dessous en premier de chaque catégorie et en gras.

### Meilleur film
(remis par Loretta Young)
Cet Oscar ne récompense que les producteurs.
- Les Chariots de feu (Chariots of fire) – David Puttnam
  - Atlantic City – Denis Heroux et John Kemeny
  - Les Aventuriers de l'arche perdue (Raiders of the Lost Ark) – Frank Marshall
  - La Maison du lac (On Golden Pond) – Bruce Gilbert
  - Reds – Warren Beatty

### Meilleur réalisateur
(remis par Walter Matthau et Jack Lemmon)
- Warren Beatty pour Reds
  - Hugh Hudson pour Les Chariots de feu
  - Louis Malle pour Atlantic City
  - Mark Rydell pour La Maison du lac
  - Steven Spielberg pour Les Aventuriers de l’arche perdue (Raiders of the Lost Ark)

### Meilleur acteur
(remis par Sissy Spacek)
- Henry Fonda pour le rôle de Norman Thayer Jr. dans La Maison du lac[Note 2]
  - Warren Beatty pour le rôle de John Silas Reed dans Reds
  - Burt Lancaster pour le rôle de Lou dans Atlantic City
  - Dudley Moore pour le rôle de Arthur Bach dans Arthur de Steve Gordon
  - Paul Newman pour le rôle de Michael Colin Gallagher dans Absence de malice (Absence of Malice) de Sydney Pollack

### Meilleure actrice
(remis par Jon Voight)
- Katharine Hepburn pour le rôle de Ethel Thayer dans La Maison du lac[Note 3]
  - Diane Keaton pour le rôle de Louise Bryant dans Reds
  - Marsha Mason pour le rôle de Georgia Hines dans Only When I Laugh de Glenn Jordan
  - Susan Sarandon pour le rôle de Sally Matthews dans Atlantic City
  - Meryl Streep pour les rôles de Sara Woodruff et Anna dans La Maîtresse du lieutenant français (The French Lieutenant's Woman) de Karel Reisz

### Meilleur acteur dans un rôle secondaire
(remis par Joel Grey et Carol Burnett)
- John Gielgud pour le rôle de Hobson dans Arthur
  - James Coco pour le rôle de Jimmy dans Only When I Laugh de Glenn Jordan
  - Ian Holm pour le rôle de Sam Musabini dans Les Chariots de feu
  - Jack Nicholson pour le rôle de Eugene O'Neill dans Reds
  - Howard E. Rollins Jr. pour le rôle de Coalhouse Walker Jr. dans Ragtime de Miloš Forman

### Meilleure actrice dans un rôle secondaire
(remis par Timothy Hutton)
- Maureen Stapleton pour le rôle de Emma Goldman dans Reds
  - Melinda Dillon pour le rôle de Teresa Perrone dans Absence de malice
  - Jane Fonda pour le rôle de Chelsea Thayer Wayne dans La Maison du lac
  - Joan Hackett pour le rôle de Toby Landau dans Only When I Laugh
  - Elizabeth McGovern pour le rôle de Evelyn Nesbit dans Ragtime

### Meilleur scénario original
(remis par Jerzy Kosinski)
- Colin Welland pour Les Chariots de feu
  - Kurt Luedtke pour Absence de malice
  - Steve Gordon pour Arthur
  - John Guare pour Atlantic City
  - Warren Beatty et Trevor Griffiths pour Reds

### Meilleure adaptation
(remis par Jerzy Kosinski)
- Ernest Thompson pour La Maison du lac
  - Harold Pinter pour La Maîtresse du lieutenant français
  - Dennis Potter pour Tout l'or du ciel (Pennies from Heaven) d'Herbert Ross
  - Jay Presson Allen et Sidney Lumet pour Le Prince de New York (Prince of the City) de Sidney Lumet
  - Michael Weller pour Ragtime

### Meilleur film étranger
(remis par Ornella Muti et Jack Valenti)
- Mephisto de István Szabó •  Hongrie
  - L'Homme de fer (Człowiek z żelaza) de Andrzej Wajda •  Pologne
  - La barque est pleine (Das Boot ist voll) de Markus Imhoof •  Suisse
  - La Rivière de boue (Doro no kawa) de Kōhei Oguri •  Japon
  - Trois Frères (Tre fratelli) de Francesco Rosi •  Italie

### Meilleure photographie
(remis par Chevy Chase et Rachel Ward)
- Reds – Vittorio Storaro
  - Les Aventuriers de l’arche perdue (Raiders of the Lost Ark) – Douglas Slocombe
  - Excalibur – Alex Thomson
  - La Maison du lac – Billy Williams
  - Ragtime – Miroslav Ondrícek

### Meilleure direction artistique (décors)
(remis par Howard E. Rollins Jr. et Karen Allen)
- Les Aventuriers de l’arche perdue (Raiders of the Lost Ark) – Leslie Dilley, Michael D. Ford et Norman Reynolds
  - La Maîtresse du lieutenant français – Assheton Gorton et Ann Mollo
  - La Porte du paradis (Heaven's Gate) – Tambi Larsen et James L. Berkey
  - Ragtime – George DeTitta Sr., John Graysmark, Peter Howitt, Tony Reading et  Patrizia von Brandenstein
  - Reds – Michael Seirton et Richard Sylbert

### Meilleurs costumes
(remis par Morgan Fairchild et Robert Hays)
- Milena Canonero pour Les Chariots de feu
  - Tom Rand (en) pour La Maîtresse du lieutenant français
  - Bob Mackie pour Tout l'or du ciel
  - Anna Hill Johnstone pour Ragtime
  - Shirley Russell pour Reds

### Meilleure chanson originale
(remis par Bette Midler et Lionel Richie)
- Burt Bacharach, Carole Bayer Sager, Christopher Cross et Peter Allen pour "Arthur's Theme (Best That You Can Do)" dans Arthur
  - Lionel Richie pour "Endless Love" dans Un amour infini (Endless Love) de Franco Zeffirelli
  - Bill Conti (musique) et Michael Leeson (paroles) pour "For Your Eyes Only" dans Rien que pour vos yeux (For Your Eyes Only) de John Glen
  - Joe Raposo pour "The First Time It Happens" dans La Grande Aventure des Muppets (The Great Muppet Caper) de Jim Henson
  - Randy Newman pour "One More Hour" dans Ragtime

### Meilleure musique originale
(remis par William Hurt et Liberace)
- Les Chariots de feu – Vangelis[Note 4]
  - Les Aventuriers de l’arche perdue (Raiders of the Lost Ark) – John Williams
  - Le Dragon du lac de feu (Dragonslayer) – Alex North
  - La Maison du lac – Dave Grusin
  - Ragtime – Randy Newman

### Meilleur son
(remis par Christopher Atkins et Kristy McNichol)
- Les Aventuriers de l’arche perdue (Raiders of the Lost Ark) – Roy Charman, Gregg Landaker, Steve Maslow et Bill Varney
  - La Maison du lac –  David M. Ronne et Richard Portman
  - Outland – Robin Gregory, Robert Thirlwell, John Wilkinson et Robert W. Glass Jr.
  - Reds – Tom Fleischman, Simon Kaye et Dick Vorisek
  - Tout l'or du ciel – Jay M. Harding, Michael J. Kohut, Al Overton Jr. et Richard Tyler

### Meilleur montage
(remis par Harry Hamlin et Ursula Andress)
- Les Aventuriers de l’arche perdue (Raiders of the Lost Ark) – Michael Kahn
  - Les Chariots de feu – Terry Rawlings
  - La Maîtresse du lieutenant français – John Bloom
  - La Maison du lac – Robert L. Wolfe
  - Reds – Dede Allen et Craig McKay

### Meilleur maquillage
Ce fut la première fois que l'Oscar du meilleur maquillage fut placé dans la compétition
(remis par Vincent Price et Kim Hunter)
- Rick Baker pour Le Loup-garou de Londres (An American Werewolf in London) de John Landis
  - Stan Winston pour Heartbeeps de Allan Arkush

### Meilleurs effets visuels
(remis par Dan Aykroyd)
- Les Aventuriers de l’arche perdue – Richard Edlund, Joe Johnston, Bruce Nicholson et Kit West
  - Le Dragon du lac de feu – Brian Johnson, Dennis Muren, Ken Ralston et Phil Tippett

### Meilleur documentaire
(remis par Richard Benjamin et Kathleen Turner)
- Genocide, produit par Arnold Schwartzman (en) et Marvin Hier
  - Against Wind and Tide: A Cuban Odyssey, produit par Susanne Bauman, Paul Neshamkin et Jim Burroughs
  - Brooklyn Bridge, produit par Ken Burns
  - Eight Minutes to Midnight: A Portrait of Dr. Helen Caldicott, produit par Mary Benjamin, Susanne Simpson et Boyd Estus
  - El Salvador: Another Vietnam, produit par Glenn Silber et Teté Vasconcellos

### Meilleur court métrage (prises de vues réelles)
(remis par Paul Williams et Debra Winger)
- Violet, produit par Paul Kemp et Shelley Levinson
  - Couples and Robbers, produit par Christine Oestreicher
  - First Winter, produit par John N. Smith

### Meilleur court métrage (documentaire)
(remis par Richard Benjamin et Kathleen Turner)
- Close Harmony, produit par Nigel Noble (en)
  - Americas in Transition, produit par Obie Benz
  - Journey for Survival, produit par Dick Young
  - See What I Say, produit par Linda Rogers-Ambury, Pam LeBlanc et Freddi Stevens
  - Urge to Build, produit par Roland Hallé et John Hoover

### Meilleur court métrage (animation)
(remis par Paul Williams et Debra Winger)
- Crac, produit par Frédéric Back
  - The Creation, produit par Will Vinton
  - La Tendre Histoire de Cendrillon Pingouin, produit par Janet Perlman

## Oscars spéciaux

### Oscar pour une contribution spéciale
- Les Aventuriers de l'Arche perdue (Raiders of the Lost Ark) – Ben Burtt et Richard L. Anderson (effets sonores)

### Oscar d'honneur
(remis par John Travolta)
- Barbara Stanwyck

### Irving G. Thalberg Memorial Award
(remis par Roger Moore)
- Albert R. Broccoli

### Jean Hersholt Humanitarian Award
(remis par Gregory Peck)
- Danny Kaye

## Oscars scientifiques et techniques
Les Oscars scientifiques et techniques furent remis le 21 mars au Grand Ball Room du Beverly Hilton Hotel à Los Angeles.

### Prix du mérite
- Fuji Photo Film pour la recherche, la mise au point et la fabrication d'une nouvelle pellicule en négatif Ultra-high-speed color

### Prix de la performance scientifique et d'ingénierie
- Edward J. Blasko et Roderick T. Ryan (Eastman Kodak Company) pour l'application du Prostar Microfilm Processor à la réalisation de génériques et d'effets spéciaux
- Richard Edlund et Industrial Light and Magic pour le concept et la fabrication d'un objectif composite
- Richard Edlund et Industrial Light and Magic pour la mise au point de la caméra Empire Motion Picture Camera System
- Leonard Sokolow et Howard T. LaZare pour le concept (Sokolow) et la mise au point (LaZare) du projecteur Consolidated Film Industries' Stroboscan
- Nelson Tyler pour le développement progressif de la plate-forme de caméra Tyler Helicopter

### Prix de la performance technique
- Bill Hogan, Richard J. Stumpf et Daniel R. Brewer (Universal City Studios' Production Sound Department) pour la mise au point du système vidéo 24-images
- Hal Landaker et Alan Landaker pour le concept (H. Landaker) et la fabrication (A.D. Landaker) d'un système vidéo 24-image pour le département son des studios Burbank
- Dennis Muren et Stuart Ziff (Industrial Light and Magic) pour le développement du Motion Picture Figure Mover pour le cinéma d'animation
- Ernst F. Nettman (Continental Camera Systems) pour le développement d'une lentille spéciale
- Peter Parks (Oxford Scientific Films) pour le développement du zoom OSF microcosmic pour la photographie d'objets miscroscopique
- Louis Stankiewicz et H.L. Blachford pour la mise au point du Baryfol
- Bill Taylor (Universal City Studios) pour la mise au point des Two Format, Rotating Head, Aerial Image Optical Printer

### Prix Gordon E. Sawyer
- Joseph Walker

## Statistiques

### Récompenses
Quatre Oscars
- Les Chariots de feu
- Les Aventuriers de l’arche perdue

Trois Oscars
- La Maison du lac
- Reds

Deux Oscars
- Arthur

Un Oscar
- Mephisto
- Le Loup-garou de Londres

### Nominations
Douze nominations
- Reds

Dix nominations
- La Maison du lac

Huit nominations
- Les Aventuriers de l’arche perdue
- Ragtime

Sept nominations
- Les Chariots de feu

Cinq nominations
- Atlantic City
- La Maîtresse du lieutenant français

Quatre nominations
- Arthur

Trois nominations
- Absence de malice
- Tout l'or du ciel
- Only When I Laugh

Deux nominations
- Le Dragon du lac de feu

Une nomination
- Le Prince de New York
- Mephisto
- La barque est pleine
- L'Homme de fer
- La Rivière de boue
- Trois Frères (Tre fratelli)
- Excalibur
- La Porte du paradis
- Un amour infini
- Rien que pour vos yeux
- La Grande Aventure des Muppets
- Outland
- Le Loup-garou de Londres
- Heartbeeps